# Arrival (przedsiębiorstwo)

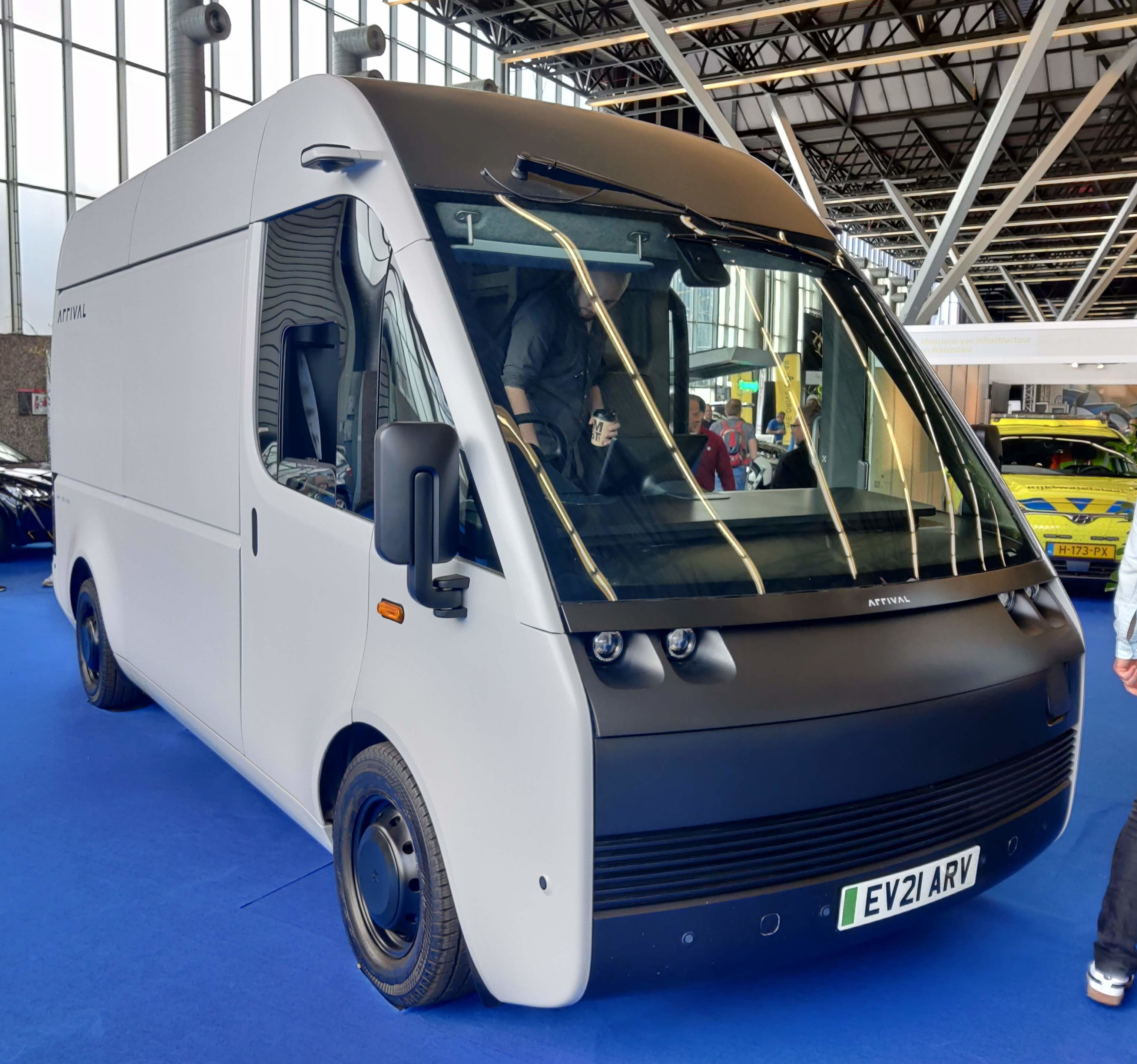
Arrival Van

Arrival Limited – dawny brytyjski startup planujący bez powodzenia produkcję elektrycznych samochodów dostawczych i autobusów, z siedzibą w Londynie, działający w latach 2015–2024.

## Historia
Przedsiębiorstwo Arrival zostało założone w 2015 roku przez Dienisa Swierdłowa, rosyjskiego biznesmena, byłego wiceministra komunikacji w gabinecie Władimira Putina i współzałożyciela giganta branży telekomunikacyjnej, Yota. Zamieszkały w Wielkiej Brytanii, za siedzibę obrał stołeczny Londyn.
Obierając za cel branżę elektromobilności, Arrival skoncentrował się na rozwoju projektu dużego, w pełni elektrycznego samochodu dostawczego, którego realizację przydzielono centrum badawczo-rozwjowemu w angielskim Oxfordshire. Premiera pierwszego pojazdu firmy, Arrival Van, odbyła się w sierpniu 2017 roku, przy której okazji ogłoszono zakrojoną na szeroką skalę współprace z brytyjskim Royal Mail. Na jej mocy, Arrival dostarczył 9 przedprodukcyjnych egzemplarzy do testów na terenie obszaru metropolitarnego Londynu.
W maju 2018 roku Arrival zawarł kolejną umowę o dostarczenie floty elektrycznych furgonetek, tym razem z amerykańskim potentatem branży kurierskiej, UPS, deklarując dostarczenie 35 egzemplarzy Arrival Van do próbnych jazd testowych na terenie Londynu i Paryża. W 2019 roku Arrival nawiązał z kolei współpracę z BlackBerry oraz Cubic Telecom na polu oprogramowania i systemów stosowanych w przyszłych, produkcyjnych furgonetkach.
W styczniu 2020 roku wśród inwestorów Arrivala znalazł się południowokoreański Hyundai Motor Company i Kia Motors, które za kwotę 100 milionów euro zadeklarowały współpracę na polu rozwoju samochodów dostawczych z napędem elektrycznym. W tym samym miesiącu UPS zamówienie 10 tysięcy sztuk Arrival Van, które do 2024 roku będą użytkowane na terenie Wielkiej Brytanii, Europy i Ameryki Północnej. W czerwcu 2020 Arrival przedstawił z kolei swój drugi projekt pojazdu w postaci elektrycznego autobusu miejskiego przystosowanego do zachowania dystansu pomiędzy pasażerami, dostosowując się do wymagań post-pandemicznej rzeczywistości.
Poczynając od marca 2021 Arrival stał się spółką publiczną, która notowana jest na nowojorskiej giełdzie NASDAQ z symbolem akcji ARVL. To w Ameryce Północnej Arrival zapowiedział także zakrojone na szeroką skalę inwestycje: w mieście Rock Hill w Karolinie Południowej ma zostać zbudowana tzw. mikrofabryka o powierzchni 10m2, gdzie odbywać się będzie produkcja Arrival Bus, z kolei od trzeciego kwartału 2022 roku ma trwać produkcja furgonetek Arrival Van w drugiej fabryce w Charlotte w Karolinie Północnej na potrzeby floty UPS. W grudniu 2021 roku Arrival przedstawił prototyp pierwszego klasycznego samochodu osobowego w postaci elektrycznego hatchbacka do przewozu osób zaprojektowanego wspólnie z amerykańsnim Uberem, którego testy zaplanowano na 2022 rok.
W drugiej połowie 2022 roku Arrival pogrążył się w kryzysie z powodu niezrealizowania planów produkcyjnych, a także ustąpienia dotychczasej kadry zarządzczej oraz masowych zwolnień kadry o ponad połowę (z 2100 do 800 osób). Na początku 2023 ponownie zmienił się prezes firmy, wycofano się z planowanych inwestycji w USA, a z końcem tego roku - zwolnionio kolejne 200 osób. Firma była w stanie jednak zabezpieczyć środki inwestorów, z niepewnymi perspektywami na kolejny rok. W lutym 2024 firma ostatecznie ogłosiła bankructwo.

## Modele samochodów

### Historyczne
- Van (2021)

### Studyjne
- Arrival Van (2017)
- Arrival Bus (2020)
- Arrival Car (2021)